# Erik Christian Sørensen
Erik Christian Sørensen (28. november 1922 i København – 20. august 2011) var en dansk modernistisk arkitekt og professor. Hans hovedværk er Vikingeskibshallen i Roskilde.
Sørensen var søn af direktør Kristian Sørensen og Marie-Cecilie Stefanie Mortensen. Han blev student 1942 og gik på Kunstakademiets Arkitektskole fra 1942 og tog afgang 1947. Undervejs var han på Kungliga Tekniska Högskolan i Stockholm 1944. 
Han var medarbejder hos R.W. Kennedy & Saint John Smith, Boston, Massachusetts 1948-49, havde tegnestue sammen med Mogens Boertmann 1950-53 og drev egen tegnestue fra 1952 (fra 1988 sammen med Cornelia Zibrandtsens tegnestue fra 1988). Han var undervisningsassistent hos William Wurster, Massachusetts Institute of Technology, Cambridge, Massachusetts 1948-49, medarbejder hos Sune Lundstrøm, Vatten byggnings byrån, Stockholm 1944, hos Stadsplanchef Tage William Olsson, Göteborg 1945, hos Sven Markelius, Stockholm i 1946.
Han var lærer på Kunstakademiets Arkitektskole 1949 og professor i bygningskunst 1961-92 og dekan 1962-64. Sørensen var tillige medlem af regeringens kulturudvalg 1962-70 og fra 1992 samt med i repræsentantskabet for Statens Kunstfond 1968-74. 
Han modtog C.F. Hansen Medaillen 1951 og 1989, Eckersberg Medaillen 1957, Træprisen 1969, Nykredits Arkitekturpris 1992, Gentofte Kommunes diplom 1956, Building of the Year Award for institutionsbygninger, Cambridge University, England 1994 og desuden præmieringer af Københavns og Frederiksberg Kommune. i 2007 fik han Dreyers Fonds Hæderspris. Han modtog også Statens Kunstfonds livsvarige ydelse.
Han blev gift 11. august 1982 i Gentofte med arkitekt, lektor ved Arkitektskolen i Aarhus, Marianne Lone Cornelia Zibrandtsen (født 23. august 1952 i Gentofte), datter af museumsdirektør, kunsthistoriker Jan Cornelius Zibrandtsen og turistfører Tove Meyer.
Erik Christian Sørensen døde den 20. august 2011 og blev begravet fra Garnisons Kirke.